# L'osteria di Marechiaro
L'osteria di Marechiaro és una òpera en dos actes composta per Giovanni Paisiello sobre un llibret italià de Francesco Cerlone. S'estrenà al Teatro dei Fiorentini de Nàpols possiblement l'hivern de 1768.